# Eurydice pontica
Eurydice pontica là một loài chân đều trong họ Cirolanidae. Loài này được Czerniavsky miêu tả khoa học năm 1868.